# Козирка Андрій Віталійович
Андрі́й Віта́лійович Кози́рка (1993—2022) — солдат Збройних Сил України, учасник російсько-української війни.

## Життєпис
Народився 06 грудня 1993 року в селі Чупахівка Охтирського району Сумської області. Після школи закінчив Полтавський професійний ліцей транспорту. З початком російсько-української війни 2014 року разом із братом Олександром пішов добровольцем на фронт. Воював у складі добровольчого батальйону ОУН. Брав участь у боях біля Пісок на Донеччині та за Донецький аеропорт. Отримав поранення. 3 роки був учасником АТО/ООС на Донбасі. Потім повернувся додому, працював пекарем на хлібокомбінаті.
З початком російського вторгнення в Україну став військовослужбовцем у 91 окремому Охтирському полку підтримки.
Загинув 26 лютого 2022 року внаслідок ворожого ракетного удару по військовій частині у місті Охтирка Сумської області. Разом із ним загинув і його молодший брат Олександр, також військовослужбовець.

## Нагороди та вшанування
- Орден «За мужність» III ступеня[3].